# Sakala
Sakala (nep. सक्ला) – gaun wikas samiti w zachodniej części Nepalu w strefie Bheri w dystrykcie Jajarkot. Według nepalskiego spisu powszechnego z 2001 roku liczył on 839 gospodarstw domowych i 4791 mieszkańców (2304 kobiet i 2487 mężczyzn).